# Slamball
A slamball egy 2000 táján kitalált sport, ami ötvözi a kosárlabda, a labdarúgás, a jégkorong és az akrobatika elemeit. Mason Gordon találta ki a játékot, de kezdőtőkéhez csak Mike Tollin segítségével jutott, és ennek köszönhetően 2001-ben létre is jött az első slamballpálya. Az első játékosok az utcán játszó kosarasok közül kerültek ki, akik nagy vágyat éreztek arra, hogy ennek az új sportágnak az úttörői legyenek.
A játék egy kosárlabdapályán folyik, amit annyiban alakítottak át, hogy mindkét palánk előtt 4-4 gumiasztal helyezkedik el, és ezek segítségével érhetnek el pontot a játékosok. A cél, hogy minél több pontot érjenek el a csapatok. A zsákolás három, míg a labda az ellenfél érintése nélküli kosárba juttatása kettő pontot ér. A pályán egy csapatban egyszerre négy játékos szerepelhet, és különböző posztokat foglalnak el:
- handler: aki a labdát kezeli, tényleges irányító
- gunner: a góllövő
- stopper: a védekező játékos

A játékosok biztonságát a kipárnázott kosárpalánk, a gumipálya, a bukósisak, illetve a könyök- és térdvédő biztosítja. A nézőket a pályát körülvevő plexipalánk védi.
Az első bajnokságot 2002-ben rendezték és azóta rengeteg szerelmese lett a játéknak, szurkolókat és játékosokat is beleértve. Az ütközések, az ugrások, a dobások, a különböző akrobatikus mozdulatok és a zsákolások óriási tömegeket mozgatnak meg, igaz még csak az Egyesült Államokban, de már Európában, azon belül az Egyesült Királyságban is van lehetőség a játék kipróbálásra.